# 烏拉山 (維多利亞地)
77°32′S 162°24′E / 77.533°S 162.400°E
烏拉山（Mount Ulla），是南極洲的山峰，位於維多利亞地，處於梅澤夫冰川和哈特冰川之間，屬於阿斯加德山脈的一部分，由威靈頓維多利亞大學的探險隊命名，現時由南極條約體系管理。